# Aphis vallei
Aphis vallei är en insektsart. Aphis vallei ingår i släktet Aphis och familjen långrörsbladlöss. Inga underarter finns listade i Catalogue of Life.